# João Morelli
João Morelli Neto (Itu, Brasil, 11 de marzo de 1996) es un futbolista brasileño. Se desempeña en posición de delantero y actualmente juega en el HFX Wanderers, que milita en la Canadian Premier League.

## Juventud
Morelli nació y se crio en la ciudad de Itu, São Paulo. En 2013, se unió al equipo sub-17 del club local Ituano, donde anotó tres goles en ocho partidos, principalmente como suplente. Al año siguiente, fue ascendido al equipo sub-20, donde hizo otros cinco apariciones.

## Clubes
| Club                         | País       | Temporada       |
| ---------------------------- | ---------- | --------------- |
| Middlesbrough                | Inglaterra | 2015-2018       |
| FCI Levadia Tallinn (cedido) | Estonia    | 2017            |
| Fleetwood Town               | Inglaterra | 2018            |
| Ituano                       | Brasil     | 2018            |
| FCI Levadia Tallinn          | Estonia    | 2019            |
| HFX Wanderers                | Canadá     | 2020-Actualidad |

## Estadísticas
- Actualizado el 12 de septiembre de 2020.

| Club                 | Temporada | Liga                    | Liga     | Liga  | Copa Nacional | Copa Nacional | Continental | Continental | Otros    | Otros | Total    | Total |
| Club                 | Temporada | División                | Partidos | Goels | Partidos      | Goles         | Partidos    | Goles       | Partidos | Goles | Partidos | Goles |
| -------------------- | --------- | ----------------------- | -------- | ----- | ------------- | ------------- | ----------- | ----------- | -------- | ----- | -------- | ----- |
| FCI Levadia (cedido) | 2017      | Meistriliiga            | 22       | 16    | 0             | 0             | 2           | 0           | 0        | 0     | 24       | 16    |
| Ituano               | 2018      | Campeonato Paulista     | 0        | 0     | —             | —             | —           | —           | 9        | 2     | 9        | 2     |
| FCI Levadia          | 2019      | Meistriliiga            | 29       | 11    | 1             | 1             | 2           | 0           | 1        | 0     | 33       | 12    |
| HFX Wanderers        | 2020      | Canadian Premier League | 7        | 4     | 0             | 0             | —           | —           | 0        | 0     | 7        | 4     |
| Total                | Total     | Total                   | 58       | 31    | 1             | 1             | 4           | 0           | 10       | 2     | 73       | 32    |

1. ↑  Incluye partidos en la Copa de Estonia.
2. ↑  Incluye partidos en la UEFA Europa League.
3. ↑  Incluye partidos en la Copa Paulista Supercopa de Estonia.